# Експлозивна циклогенеза
Експлозивна циклогенеза (такође и метеоролошка бомба или циклон бомба) је метеоролошки феномен који се јавља у умереним географским ширинама, а карактеристична је за формирање вантропских циклона. Приликом формирања „метеоролошке бомбе” долази до наглог пада притиска у средишту циклона (поља ниског ваздушног притиска), и то за најмање 24 милибара у року од 24 сата. Најчешће се развијају изнад водених површина али се могу јавити и изнад копна.